# Peter Zauner

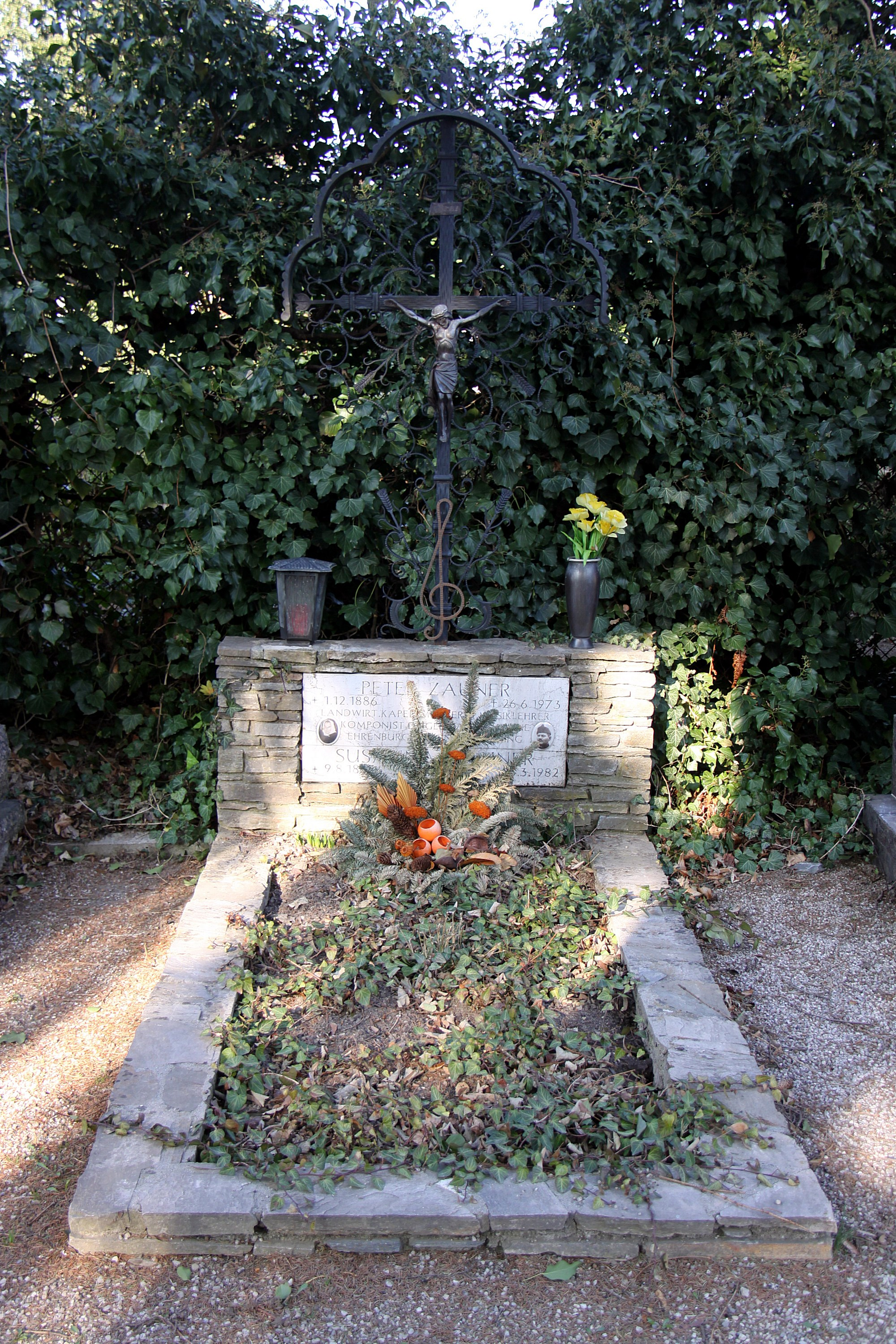
Ehrengrab von Peter Zauner in Pöttsching

Peter Zauner (* 1. Dezember 1886 in Pöttsching; † 26. Juni 1973 ebenda) war Kleinbauer, Dorfkapellmeister, Kirchenmusiker und in den Wintermonaten auch Musiklehrer. Bekannt wurde er in erster Linie als Komponist der Burgenländischen Landeshymne.

## Leben
Peter Zauner war Sohn eines Klein-Landwirtes und Schuhmachermeisters. Während seiner Militärzeit in Wien hatte er ab 1903 Musikunterricht erhalten und spielte später als Primgeiger in der Kapelle Carl Michael Ziehrers. Während des Ersten Weltkriegs war er Sanitätsfeldwebel und nach seiner Heimkehr nach Pöttsching gründete er die Blasmusikkapelle. Als er im Jahr 1936 die Landeshymne komponierte, hatte er mit der Kapelle längst überregionale Bedeutung erlangt.
Im Juni 2023 forderte die IG Autorinnen Autoren in einem offenen Brief eine neue Landeshymne für das Burgenland, nachdem neu ausgewertete Quellen belegen würde, dass Zauner NSDAP-Mitglied gewesen sei.

## Werke
Von 1901 bis 1968 schuf er insgesamt 234 Kompositionen, wovon die Landeshymne sein 58. Werk war.
Ein weiteres, im deutschen Sprachraum als volksmusikalischer Klassiker aus dem Burgenland bekanntes Werk aus der Feder Zauners, ist die Wieser Graben-Polka (auch als Erinnerung an Brennberg bekannt).